# Aurelia Woźnicka
Aurelia Woźnicka, ps. Rela (ur. 13 lutego 1916 w Dreźnie, zm. 2 stycznia 1979 w Olsztynie) – polska chemik, uczestniczka konspiracji niepodległościowej podczas II wojny światowej.

## Życiorys

### Dzieciństwo i młodość
Uczęszczała do Gimnazjum ss. Nazaretanek w Częstochowie, a od 1932 roku do Gimnazjum św. Jacka w Krakowie, gdzie w 1936 roku zdała egzamin maturalny. Podjęła studia chemiczne na Uniwersytecie Poznańskim, które przerwał wybuch wojny.

### II wojna światowa
Pod koniec 1939 r. Woźnicka dołączyła do Służby Zwycięstwu Polski (SZP), w której była bliską współpracownikiem płk. Feliksa Jędrychowskiego „Brzechwy”, komendanta obwodu częstochowskiego SZP, później ZWZ. Współredagowała pismo SZP „Biuletyn”, odbijane w mieszkaniu jej rodziców (przy III Alei 55). Jej rodzina również działała w ruchu oporu. Rodzice należeli do Związku Walki Zbrojnej-Armii Krajowej (ZWZ-AK), a brat Ksawery (ur. 1915, zm. 1975) od września 1939 kierował oddziałem Polskiego Czerwonego Krzyża (PCK) w Częstochowie. Od 7 września 1939 w Częstochowie wraz z farmaceutą Józefem Gaczkowskim i innymi organizowała magazyn i aptekę PCK. Apteką opiekowała się do czasu przejęcia jej przez Gaczkowskiego. Od końca 1941 r. jako chemiczka należała do komórki przygotowującej materiały wybuchowe dla częstochowskiego ZWZ-AK, przewoziła też ładunki wybuchowe i materiały do ich wytwarzania. 
Została schwytana przez Niemców w styczniu 1942 roku, trafiła do więzienia na Zawodziu w Częstochowie. Następnie trafiła do niemieckiego obozu koncentracyjnego Ravensbrück, skąd zbiegła w kwietniu 1943 roku i przez Pragę przedostała się do Polski. Przebywała jakiś czas w Częstochowie, później ukrywała się w okolicach miasta. Tam została schwytana przez oddział leśny AK, który posądził ją o szpiegostwo (w oparciu o jej miejsce urodzenia) i niemal skazał na śmierć. Od lipca 1943 roku jako łączniczka AK przebywała w Warszawie, działając do końca 1944 roku. Podczas wypełniania rozkazu na terenach zajętych przez Armię Czerwoną została aresztowana przez NKWD i wywieziona za Ural. Kilkakrotnie podejmowała próby ucieczki, uwolniona została dopiero w 1948 roku i powróciła do Polski.

### Po wojnie
Po zakończeniu działań wojennych powróciła na studia, które ukończyła w 1948 roku. Od 1949 roku pracowała w zakładach chemicznych „Rokita” w Brzegu Dolnym. W 1949 roku podjęła pracę w zakładach chemicznych w Brzegu. Pod pretekstem działalności sabotażowej została aresztowana przez Urząd Bezpieczeństwa. W trakcie śledztwa została zawerbowana, na podstawie materiałów kompromitujących, jako tajny współpracownik. Po zwolnieniu z więzienia ujawniła fakt współpracy, za co została skazana 15 grudnia w 1950 roku przez Wojskowy Sąd Rejonowy we Wrocławiu na 8 lat więzienia, zmienione w wyniku rewizji wyroku na trzy lata. Po uwolnieniu w 1953 roku rozpoczęła pracę w Fabryce Chemicznej „Aniołów”, później w Zakładach Chemicznych w Rudnikach koło Częstochowy. Po 1953 roku pracowała w rudnickich Zakładach Chemicznych, gdzie kierowała laboratorium i opracowała blisko 300 projektów racjonalizatorskich. Prowadziła badania do pracy doktorskiej o materiałach wybuchowych, której jednak nie ukończyła, zmieniając temat rozprawy. W październiku 1968 roku uzyskała stopień doktora nauk technicznych na Wydziale Metalurgicznym Politechniki Częstochowskiej, broniąc pracę pt. „Nowe metody odżelaziania i odkrzemowania niskoprocentowych surowców glinonośnych”.
Była członkiem Stowarzyszenia Inżynierów Techników Przemysłu Chemicznego oraz brała udział w międzynarodowych kongresach chemików. Należała do Związku Bojowników o Wolność i Demokrację (ZBWD). Pasjonowała się malarstwem, któremu poświęciła się po przejściu na emeryturę. W latach 70. wybudowała dom w Olsztynie pod Częstochową, gdzie osiadła już do końca życia. Zmarła 2 stycznia 1979 roku, pochowano ją na cmentarzu Kule w Częstochowie (w kwaterze 18, rząd 13, grób 12). W 2007 roku, z niewiadomych przyczyn, grobowiec, gdzie spoczywała wraz z rodzicami został zlikwidowany, a na jego miejscu pochowano inną osobę. 

## Życie prywatne
Córka Władysława i Julianny z Włodarkiewiczów.  Nie założyła rodziny, zajmowała się wychowaniem Władzia, synka swojego brata.

## Okresy więzienia
- od sierpnia do listopada 1941 – przetrzymywana przez Niemców pod zarzutem nielegalnego posiadania radia, wypuszczona z braku dowodów winy
- od stycznia do kwietnia 1942 – więziona i nieskutecznie przesłuchiwana przez Gestapo w Zawodziu
- od kwietnia 1942 do kwietnia 1943 – przetrzymywana w obozie koncentracyjnym w Ravensbruck, następnie w podobozie Neurohland; pomagała grupie częstochowianek w m.in. zdobywaniu żywności
- od 15 września 1943 do marca 1944 – więziona przez Niemców w Zawierciu po przekroczeniu granicy z Rzeszą
- od końca 1944 do 1948 – aresztowana przez NKWD i wywieziona za Ural do łagru, skąd próbowała kilkakrotnie uciec
- 1950–1953 – oskarżona o współpracę z Niemcami, aresztowana przez UB.

## Odznaczenia
- Krzyż Walecznych (1966)
- Złoty Krzyż Zasługi z Mieczami (1965)
- Krzyż Partyzancki
- Złoty Krzyż Zasługi (1966)

## Upamiętnienie
10 października 2019 roku na ścianie kaplicy Zmartwychwstania Pańskiego w Tajemnicy Emaus w Częstochowie odsłonięto tablicę upamiętniającą dr Aurelię Woźnicką ps. „Rela”.  27 listopada 2019 roku na cmentarzu Kule, na miejscu zlikwidowanego grobu, odsłonięto stelę upamiętniającą Aurelię Woźnicką.